# Hans Heinrich von Bülow
Hans Heinrich von Bülow (27. april 1733 på Vemmetofte – 10. januar 1789 i København) var en dansk hofembedsmand.
Han var søn af Engelke von Bülow og Mette Henriette von Vieregg. Bülow blev ritmester, kammerherre, gehejmeråd og kgl. staldmester. Han var hvid ridder.
1772 ægtede han Marie Henriette de Lasson (21. oktober 1747 på Åkær – 27. september 1805 på Skjoldenæsholm).